# Søren Sørensen
Søren Peter Lauritz Sørensen, de asemenea cunoscut ca Severinus iar în Danemarca ca „S. P. L. Sørensen”, (n. 9 ianuarie 1868, Havrebjerg⁠(d), regiunea Sjælland, Danemarca – d. 12 februarie 1939, Copenhaga, Danemarca) a fost un biochimist danez.

## Biografie
Søren Sørensen, fiul unui mic fermier a studiat în 1866 medicina iar puțin mai târziu chimia la  Universitatea din Copenhaga absolvind-o în 1891. Din 1892 până în 1901 a fost asistent al Profesorului Sophus Mads Jørgensen și de asemenea din 1896 până în 1902 Consultant al Șantierelor Marinei de Război Daneeze.
O performanță importantă a sa din 1909 a fost stabilirea Scalei de valori pH. 